# SV Neuses 05
Der SV Neuses 05 ist ein Sportverein (SV) aus dem Gemeindeteil Neuses der oberfränkischen Kreisstadt Kronach. Neben der ehemals erfolgreichen Fußballabteilung werden in dem Verein auch die Sportarten Turnen und Tennis angeboten.

## Geschichte

Gründungsmitglieder des Turnvereins 1905

Der Verein wurde am 27. August 1905 als Turnverein 1905 gegründet. Innerhalb des Turnvereins gruppierte sich 1924 die Stemmriege. Nach einer gut verlaufenden Veranstaltung gab es Meinungsverschiedenheiten, worauf sich diese jungen Sportler unter Leitung von Hans Schedel-Liesen selbstständig als Athleten-Club "Kraft" Neuses machten. 1920 gründete sich ein Fußballverein in Neuses, der SC Neuses, welcher als Vorläufer der Fußballabteilung des SV gilt.
Auf politischen Einfluss hin schlossen sich 1935 die drei Sportvereine des Ortes, der Turnverein, der Athleten-Club „Kraft“ Neuses und der Fußballverein SC Neuses, zum SV Neuses 05 zusammen. 1959 kam eine Tischtennisabteilung dazu, 1976 auch eine Abteilung für Volleyball. Diese beiden Abteilungen machten sich als SG Neuses selbständig. Seit 1975 gibt es eine Tennisabteilung.
Der SC Neuses stieg bereits 1932 in die damals zweithöchste Spielklasse Deutschlands auf. Mit weniger als 800 Einwohnern, ist man bis heute der kleinste Ort Deutschlands, der jemals so hochklassig spielte. Diese Mannschaft war damals der Solz des Frankenwalds. Im Jahr 1936 gewann der SV Neuses den Ostmarkpokal.

### Nachkriegszeit und Aufstieg in die 1. Amateurliga (1945–1960)
| Saison                                          | Platz | Liga                     | Ligarangliste |
| ----------------------------------------------- | ----- | ------------------------ | ------------- |
| 1956/57                                         | 1     | 2. Amateurliga Ofr.-West | 4. Liga       |
| 1957/58                                         | 11    | I. Amateurliga Bayern    | 3. Liga       |
| 1958/59                                         | 11    | I. Amateurliga Bayern    | 3. Liga       |
| 1959/60                                         | 15    | I. Amateurliga Bayern    | 3. Liga       |
| Grün unterlegt: Aufstieg Rot unterlegt: Abstieg |       |                          |               |

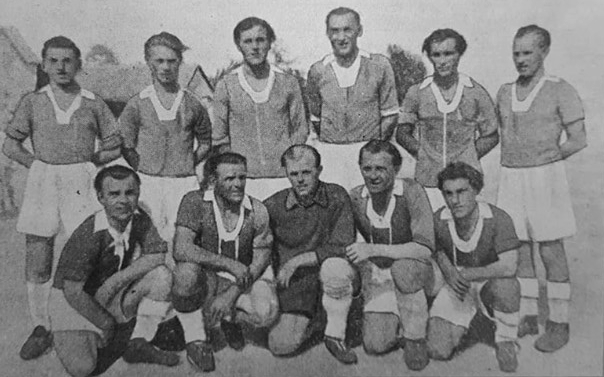
Die Mannschaft um 1950

Nach dem Kriegsende spielte der Verein unter SV weiter. Ein Neubeginn, wie überall in Deutschland, musste gestartet werden. Nachdem 32 Gefallene und 11 Vermisste dem Zweiten Weltkrieg zum Opfer fielen, war es schwierig eine schlagkräftige Mannschaft zu formen. Etliche Jahre spielte man in der 2. Amateurliga Ofr.-West. 1956/57 wurde die Mannschaft 1. in der 2. Amateurliga Ofr.-West. Nach Aufstiegsspielen gegen FC Bayreuth, Südwest Nürnberg, 1. FC Haßfurt, SpVgg Erlangen-Büchenbach und VfR Goldbach stand der SV als Aufsteiger fest. Höhepunkt war hierbei das Heimspiel gegen den FC Haßfurt vor 5000 Zuschauer. Dies waren die meisten Zuschauer bei einem Punktspiel.
Der Aufstieg gilt als Höhepunkt in der Vereinsgeschichte. Nachdem man drei Jahre die Klasse erfolgreich gehalten hatte, stieg man in der Saison 1959/60 wieder ab.

### Unvergessliche Erfolge (1960–1979)
| Saison                                                                                  | Platz | Liga                  | Ligarangliste |
| --------------------------------------------------------------------------------------- | ----- | --------------------- | ------------- |
| 1960/61                                                                                 | 1     | 2. Amateurliga Bayern | 4. Liga       |
| 1961/62                                                                                 | 1     | 2. Amateurliga Bayern | 4. Liga       |
| 1962/63                                                                                 |       | 2. Amateurliga Bayern | 4. Liga       |
| 1963/64                                                                                 |       | Bezirksliga Ofr./West | 5. Liga       |
| 1964/65                                                                                 |       | Bezirksliga Ofr./West | 5. Liga       |
| 1965/66                                                                                 |       | Bezirksliga Ofr./West | 5. Liga       |
| 1966/67                                                                                 | 3     | Bezirksliga Ofr./West | 5. Liga       |
| 1967/68                                                                                 | 7     | Bezirksliga Ofr./West | 5. Liga       |
| 1968/69                                                                                 | 5     | Bezirksliga Ofr./West | 5. Liga       |
| 1969/70                                                                                 | 2     | Bezirksliga Ofr./West | 5. Liga       |
| 1970/71                                                                                 | 5     | Bezirksliga Ofr./West | 5. Liga       |
| 1971/72                                                                                 | 3     | Bezirksliga Ofr./West | 5. Liga       |
| 1972/73                                                                                 | 1     | Bezirksliga Ofr./West | 5. Liga       |
| 1973/74                                                                                 | 15    | Landesliga Nord       | 4. Liga       |
| 1974/75                                                                                 | 11    | Landesliga Nord       | 4. Liga       |
| 1975/76                                                                                 | 13    | Landesliga Nord       | 4. Liga       |
| 1976/77                                                                                 | 14    | Landesliga Nord       | 4. Liga       |
| 1977/78                                                                                 | 6     | Landesliga Nord       | 4. Liga       |
| 1978/79                                                                                 | 15    | Landesliga Nord       | 4. Liga       |
| Grün unterlegt: Aufstieg Orange unterlegt: Meister ohne Aufstieg Rot unterlegt: Abstieg |       |                       |               |

Zwei Jahre hintereinander wurde man Meister in der 2. Amateurliga Bayern, scheiterte jedoch an den Aufstiegsspielen. Nach neuer Ligazusammenlegung spielte der SV Neuses ab der Saison 1963/64 in der fünftklassigen Bezirksliga Oberfranken West. 1973 gelang dann der Aufstieg in die Landesliga. Mit einem 6:3-Sieg über den TBV Wildenheid wurde am letzten Spieltag der Aufstieg perfekt gemacht. Mit einem Punkt Vorsprung vor ASV Sassanfahrt wurde der Titel nach Neuses geholt. 1978 erreichte man in der Landesliga den sechsten Tabellenplatz.
Nach 6 Jahren in der 4. Liga erfolgte der Abstieg in die Bezirksliga. Dies war das letzte Mal, dass der SV so hochklassig spielen konnte.

### Dominanz im Raum Kronach (1979–2005)
| Saison                                          | Platz | Liga                  | Ligarangliste |
| ----------------------------------------------- | ----- | --------------------- | ------------- |
| 1979/80                                         | 12    | Bezirksliga Ofr./West | 5. Liga       |
| 1980/81                                         | 14    | Bezirksliga Ofr./West | 5. Liga       |
| 1981/82                                         | 1     | A-Klasse Kronach      | 6. Liga       |
| 1982/83                                         | 16    | Bezirksliga Ofr./West | 5. Liga       |
| 1983/84                                         |       | A-Klasse Kronach      | 6. Liga       |
| 1984/85                                         |       | A-Klasse Kronach      | 6. Liga       |
| 1985/86                                         |       | A-Klasse Kronach      | 6. Liga       |
| 1986/87                                         | 1     | A-Klasse Kronach      | 6. Liga       |
| 1987/88                                         | 14    | Bezirksliga Ofr./West | 5. Liga       |
| 1988/89                                         | 15    | Bezirksliga Ofr./West | 6. Liga       |
| 1989/90                                         |       | A-Klasse Kronach      | 7. Liga       |
| 1990/91                                         | 1     | A-Klasse Kronach      | 7. Liga       |
| 1991/92                                         | 8     | Bezirksliga Ofr./West | 6. Liga       |
| 1992/93                                         | 11    | Bezirksliga Ofr./West | 6. Liga       |
| 1993/94                                         | 15    | Bezirksliga Ofr./West | 6. Liga       |
| 1994/95                                         | 1     | A-Klasse Kronach      | 8. Liga       |
| 1995/96                                         | 1     | Bezirksliga Ofr./West | 7. Liga       |
| 1996/97                                         | 4     | Bezirksoberliga       | 6. Liga       |
| 1997/98                                         | 7     | Bezirksoberliga       | 6. Liga       |
| 1998/99                                         | 16    | Bezirksoberliga       | 6. Liga       |
| 1999/00                                         | 12    | Bezirksliga Ofr./West | 7. Liga       |
| 2000/01                                         | 5     | Bezirksliga Ofr./West | 7. Liga       |
| 2001/02                                         | 16    | Bezirksliga Ofr./West | 7. Liga       |
| 2002/03                                         | 1     | Kreisliga Kronach     | 8. Liga       |
| 2003/04                                         | 10    | Bezirksliga Ofr./West | 7. Liga       |
| 2004/05                                         | 12    | Bezirksliga Ofr./West | 7. Liga       |
| Grün unterlegt: Aufstieg Rot unterlegt: Abstieg |       |                       |               |

Die kommenden 25 Jahre waren von einem Auf und Ab geprägt. Man stieg bis in die A-Klasse (jetzt Kreisliga) am, ehe man wieder bis in die Bezirksoberliga aufstieg. Im Jahre 2005 konnte man das 100-jährige Jubiläum noch in der Bezirksliga feiern.

### Sportlicher Abstieg bis in die unterste Liga (2005–2014)
| Saison                 | Platz | Liga                  | Ligarangliste |
| ---------------------- | ----- | --------------------- | ------------- |
| 2005/06                | 13    | Bezirksliga Ofr./West | 7. Liga       |
| 2006/07                | 10    | Kreisliga Kronach     | 9. Liga       |
| 2007/08                | 5     | Kreisliga Kronach     | 9. Liga       |
| 2008/09                | 10    | Kreisliga Kronach     | 9. Liga       |
| 2009/10                | 6     | Kreisliga Kronach     | 9. Liga       |
| 2010/11                | 10    | Kreisliga Kronach     | 9. Liga       |
| 2011/12                | 8     | Kreisliga Kronach     | 9. Liga       |
| 2012/13                | 16    | Kreisliga Kronach     | 9. Liga       |
| 2013/14                | 15    | Kreisklasse Co./Lif.  | 9. Liga       |
| Rot unterlegt: Abstieg |       |                       |               |

In der Saison 2005/06 stand man letztmals in der Bezirksliga. In den darauffolgenden Jahren fand man sich dann in der Kreisliga Kronach im Mittelfeld wieder. Mit dem Aufstieg hatte die Mannschaft des SV Neuses nur noch wenig zu tun. Im Jahr 2012 musst die Mannschaft nach einigen wechseln und Austritten komplett neu aufgestellt werden. Daraufhin folge die schlimmsten Abstiege in der Vereinsgeschichte. Mit nur 3 Punkten und −134 Toren stieg man 2012/13 in die Kreisklasse ab, im darauf folgenden Jahr mit 13 Punkten und −81 Toren in die A-Klasse.

### Neuanfang und erste Erfolge (2014-heute)
| Saison                   | Platz | Liga                    | Ligarangliste |
| ------------------------ | ----- | ----------------------- | ------------- |
| 2014/15                  | 4     | A-Klasse Kronach        | 10. Liga      |
| 2015/16                  | 4     | A-Klasse Kronach        | 10. Liga      |
| 2016/17                  | 2     | A-Klasse Kronach        | 10. Liga      |
| 2017/18                  | 1     | A-Klasse Kronach        | 10. Liga      |
| 2018/19                  | 9     | Kreisklasse Co.-KC-Lif. | 9. Liga       |
| Grün unterlegt: Aufstieg |       |                         |               |

In der damals niedrigsten Liga musste ein kompletter Neuanfang gestartet werden. Mit jungen Spielern und neuem Spielertrainer versuchte man den Aufstieg möglichst bald wieder zu schaffen. In der Saison 2016/17 scheiterte man in der Relegation, ehe in der darauffolgenden Saison der souveräne Aufstieg gelang. Mit einem nun starkem Kader wird seither versucht an alte Erfolge anzuknüpfen und wieder in die Kreisliga aufzusteigen.

## Höhepunkt der Vereinsgeschichte
Als Höhepunkt der Vereinsgeschichte zählt ein Freundschaftsspiel zwischen dem SV Neuses 05 und dem FC Bayern München.

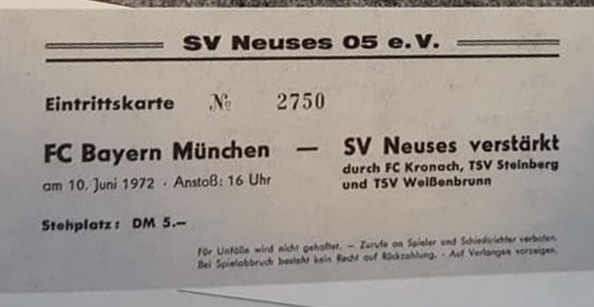
Eintrittskarte

Am 10. Juni 1972 spielte der Spitzenreiter der Bundesliga im Flößerstadion vor rund 8000 Zuschauern. Klaus Doppel schoss den SV Neuses in der 3. Minute mit 1:0 in Führung. Dies sollte jedoch das letzte Lebenszeichen der Heimelf sein, sodass der FC Bayern das spiel binnen 30 Minuten in die komplett andere Richtung drehte. So stand es bereits zur Pause 1:9. Am Ende sollte der FC Bayern um Trainer Udo Lattek die Neuseser mit 1:12 schlagen.
| | SV Neuses 05 | FC Bayern München | |
| 10. Juni 1972 Ergebnis: 1:12 Zuschauer: 8000 Flößerstadion Neuses SR: Adam Nickel (ATSV Gehülz) | | | |
| Kuhnlein (46. Mahr), E. Schmidt (80. Trinkwalter), Wietasch (63. Dunst), Lebok (46. Reinhard), Schmidt, Welscher (46. Horn), Limmer (63. H. Schedel), Hümmer (80. Fischer), Doppel, Richter, Murmann (72. S. Schedel(73. Zeuß)) Trainer: Heinz Rüger | Kuhnlein (46. Mahr), E. Schmidt (80. Trinkwalter), Wietasch (63. Dunst), Lebok (46. Reinhard), Schmidt, Welscher (46. Horn), Limmer (63. H. Schedel), Hümmer (80. Fischer), Doppel, Richter, Murmann (72. S. Schedel(73. Zeuß)) Trainer: Heinz Rüger | Maier, Koppenhöfer, Breitner, Schwarzenbeck, Beckenbauer (73. Schröder), Roth (73. Weiß), Krauthausen, Zobel, Müller, Hoeneß, Hoffmann (73. Gerber) Trainer: Udo Lattek                                                | Maier, Koppenhöfer, Breitner, Schwarzenbeck, Beckenbauer (73. Schröder), Roth (73. Weiß), Krauthausen, Zobel, Müller, Hoeneß, Hoffmann (73. Gerber) Trainer: Udo Lattek                                                |
| 1:0 Doppel (3.) | 1:0 Doppel (3.) | 1:1 Roth (5.) 1:2 Müller (7.) 1:3 Zobel (13.) 1:4 Breitner (14.) 1:5 Wietasch (Eigentor) (19.) 1:6 Hoeneß (24.) 1:7 Roth (26.) 1:8 Hoeneß (28.) 1:9 Müller (31.) 1:10 Müller (60.) 1:11 Müller (65.) 1:12 Hoeneß (72.) | 1:1 Roth (5.) 1:2 Müller (7.) 1:3 Zobel (13.) 1:4 Breitner (14.) 1:5 Wietasch (Eigentor) (19.) 1:6 Hoeneß (24.) 1:7 Roth (26.) 1:8 Hoeneß (28.) 1:9 Müller (31.) 1:10 Müller (60.) 1:11 Müller (65.) 1:12 Hoeneß (72.) |

## Flößerstadion

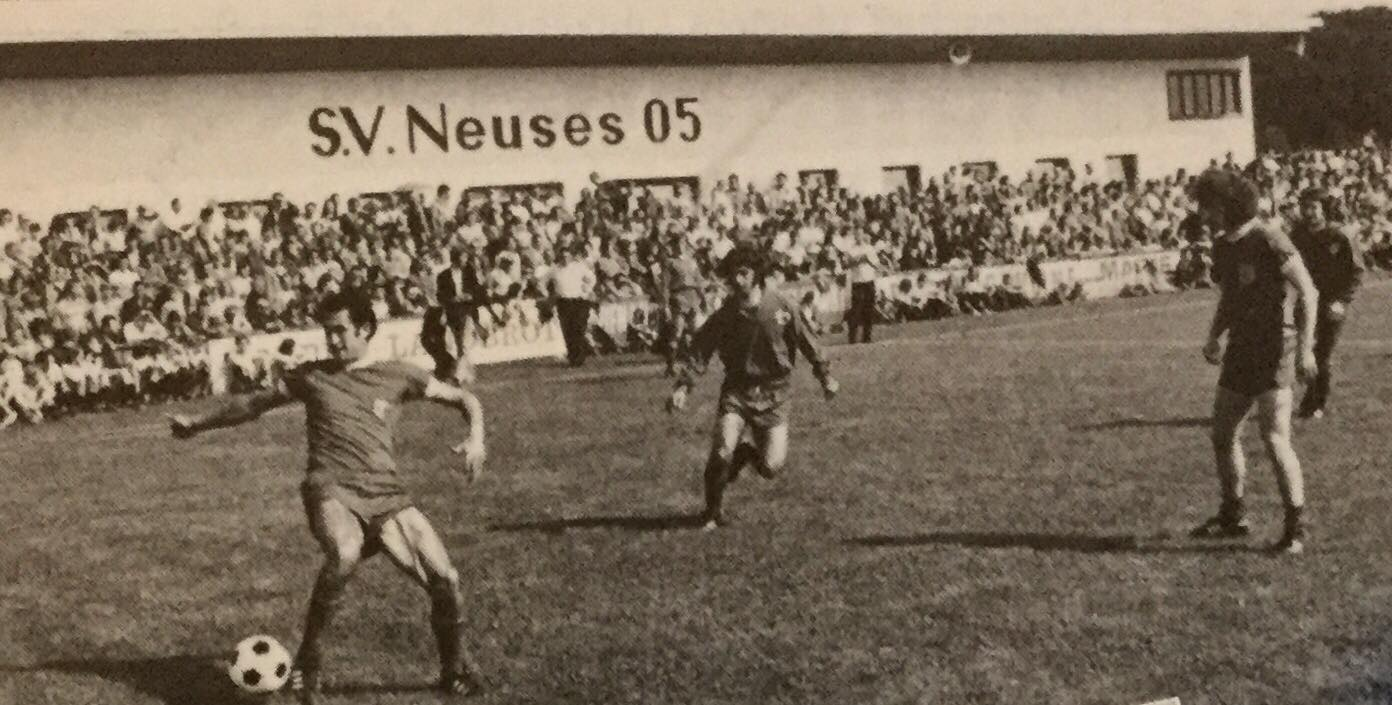
Das Flößerstadion während des Spiels SV Neuses: FC Bayern

Am 6. Januar 1969 wurde die IG-Sportstättenbau gegründet. Unterhalb des Schulareals wurde das Grundstück, mit Unterstützung der Gemeinde erworben. Am 13. Juni 1969 erfolgte der Spatenstich. Zwei Jahre später konnte das Areal eingeweiht werden. Die Kosten lagen damals dank der großen Eigenleistung der Mitglieder bei 415.000 DM. Am 13. Juni 1971 bestritt das erste Spiel der VfB Stuttgart gegen die SpVgg Bayreuth. Vor 6000 Zuschauern gewannen die Bayreuther mit 2:5. Der Zuschauerrekord liegt bei 8000 Besuchern während des Freundschaftsspiels gegen den FC Bayern München.
Im normalen Spielbetrieb kommen heute nur noch ca. 100 bis 150 Personen zu einem Spiel. Das Sportheim kann jedoch aufgrund seiner Größe für große Festlichkeiten genutzt werden.